# Al-Muszajrifa (Dżisr asz-Szughur)
Al-Muszajrifa (arab. المشيرفة) – wieś w Syrii, w muhafazie Idlib. W 2004 roku liczyła 830 mieszkańców.